# Venta (ville)
Pour les articles homonymes, voir Venta.
Venta est une ville de Lituanie. Au recensement de 2001, on y comptait une population d’environ 3 400 habitants.